# Robert Förstemann
Robert Förstemann (Greiz, 5 maart 1986) is een Duits wielrenner.
In 2004 werd hij wereldkampioen bij de junioren op de teamsprint. Tijdens de Wereldkampioenschappen baanwielrennen in 2010 won hij samen met Maximilian Levy en Stefan Nimke de wereldtitel op de teamsprint. Förstemann vertegenwoordigde Duitsland tijdens de Olympische Zomerspelen van 2012 in Londen, Hij pakte samen met Maximilian Levy en René Enders daar brons op de teamsprint. Tijdens de Olympische Zomerspelen 2012 was Förstemann door het Duits Olympisch team ingeschreven als mountainbiker, dit vanwege een maas in de reglementen waardoor Duitsland een extra baanwielrenner kon gebruiken.
In juli 2012 ging een foto van Förstemanns benen de wereldwijde media over. De foto toonde zijn gigantische bovenbenen met een omtrek van 86 centimeter.
In 2019 neemt Förstemann als piloot op de tandem deel aan de Wereldkampioenschappen baanwielrennen para-cycling in Apeldoorn. 

## Belangrijkste resultaten
2004
- Wereldkampioenschap teamsprint junioren (met Maximilian Levy en Benjamin Wittmann)

2005
- Europees kampioenschap teamsprint (met Marco Jäger en Daniel Giese)

2007
- Wereldkampioenschap teamsprint (met Maximilian Levy en Stefan Nimke)

2008
- Duits kampioenschap keirin
- Duits kampioenschap sprint
- Wereldbekerwedstrijd Cali, teamsprint (met Carsten Bergemann en Stefan Nimke)

2009
- Wereldkampioenschap teamsprint (met René Enders en Stefan Nimke)
- Duits kampioenschap teamsprint (met Sascha Hübner en Carsten Bergemann)

2010
- Wereldkampioenschap teamsprint (met Maximilian Levy en Stefan Nimke)
- Europees kampioenschap teamsprint (met Maximilian Levy en Stefan Nimke)

2011
- Duits kampioenschap teamsprint (met Carsten Bergemann en Maximilian Levy)
- Europees kampioenschap teamsprint (met René Enders en Stefan Nimke)
- Wereldbekerwedstrijd Astana, teamsprint (met Joachim Eilers en Maximilian Levy)

2012
- Wereldbekerwedstrijd Londen, teamsprint (met René Enders en Maximilian Levy)
- Olympische Spelen, teamsprint (met René Enders en Maximilian Levy)
- Wereldbekerwedstrijd Londen, teamsprint (met René Enders en  Stefan Boetticher)

2013
- EK baan,  sprint,  teamsprint
- Duits kampioenschap teamsprint
- Duits kampioenschap sprint
- Wereldbekerwedstrijd Manchester, teamsprint (met René Enders en Max Niederlag)
- Wereldbekerwedstrijd Manchester, sprint
- Wereldbekerwedstrijd Aguascalientes, teamsprint (met Joachim Eilers en René Enders)

2014
- Wereldkampioenschap teamsprint (met René Enders en Maximilian Levy)
- EK baan, teamsprint (met Tobias Wächter en Joachim Eilers)
- EK baan, sprint
- Duits kampioenschap teamsprint
- Wereldbekerwedstrijd Londen, teamsprint (met René Enders en Joachim Eilers)

2015
- Wereldkampioenschap teamsprint (met René Enders en Joachim Eilers)
- EK baan, teamsprint (met Max Niederlag en Joachim Eilers)
- Duits kampioenschap teamsprint

2016
- EK baan, teamsprint (met Eric Engler en Jan May)
- Duits kampioenschap teamsprint

2017
- EK baan, teamsprint (met Joachim Eilers en Maximilian Levy)
- Wereldbekerwedstrijd Cali, teamsprint (met Maximilian Dörnbach en Max Niederlag)
- Wereldbekerwedstrijd Manchester, teamsprint (met Maximilian Levy en Joachim Eilers)

### Para-cycling
2020
- WK baanwielrennen, 1km tijdrit (met Kai-Kristian Kruse)